# 陈宜张
陈宜张（1927年9月28日—），男，出生于余姚县周巷镇（今属慈溪市），中国神经生理学家，中国科学院院士，第二军医大学神经科学研究所所长，原浙江大学医学院院长。他的父亲是历史学家陈登原。

## 生平
1946年，陈宜张考入浙江大学机械工程系。1947年，转读浙江大学医学院。1951年，受中央卫生部调派，到上海军医大学生理系作高级师资进修员。1953年3月结业。学历上，仍定为1952年毕业于院系调整后的浙江医学院，亦是浙江大学医学院的首届毕业生。

## 学术贡献
1970年代，提出下丘脑及边缘系统参与针刺镇痛的设想；阐明了下丘脑—中脑连接的意义；阐明了下丘脑室旁核在损伤性应激反应中的作用；阐明了脑内氨基酸和下丘脑神经肽与心理应激的关系。1980年，在国际上率先提出糖皮质激素作用于神经元的膜受体假说。